# Dicliptera minor
Dicliptera minor är en akantusväxtart. Dicliptera minor ingår i släktet Dicliptera och familjen akantusväxter.

## Underarter
Arten delas in i följande underarter:
- D. m. minor
- D. m. pratis-manna